# Зачарована моя
«Зачарована моя» (білор. «Зачарованая мая») — пісня-фіналіст (1981 р.) телевізійного фестивалю «Пісня року» у СРСР, потім у Російській Федерації.
Автор музики — Ігор Лученок, радянський і білоруський композитор, педагог, народний артист СРСР (1987).
Автор слів — Геннадій Буравкін, білоруський письменник, сценарист, громадсько-політичний діяч. Член Спілки письменників СРСР (1961). Лауреат премії Ленінського комсомолу Білорусі (1972). Лауреат Державної премії БРСР імені Янки Купали (1980). 
Лауреат літературної премії імені Олеся Адамовича (2005).
Аранжування — Ігор Паливода (1981).
Уперше прозвучала в ефірі 1 січня 1982 року під акомпанемент естрадно-симфонічного оркестру Центрального телебачення і Всесоюзного радіо, диригент Юрій Васильович Силантьєв, у виконанні народного артиста Білорусі, заслуженого артиста Російської Федерації Євдокимова Ярослава Олександровича у концертній студії «Останкіно» у заключному концерті Всесоюзного телевізійного фестивалю радянської пісні «Пісня року». Це був дебют Ярослава Євдокимова на фестивалі «Пісня року».

## Історія пісні
Свої найкращі вірші Геннадій Буравкін написав про поклоніння жіночій красі, радості, коханню — коли для людини несподівано все відкривається і сприймається по-новому: зустріч із коханою людиною, багатство почуттів, підкрелено дбайливе ставлення до подруги, гіркота розставання — усе це риси інтимної лірики поета.
Поет і громадсько-політичний діяч Сергій Законніков відзначив, що «Г.Буравкін один із соціально-загострених сучасних поетів, котрий чудово володіє мовою. Його творчості властива самобутня метафоричність, образність, милозвучність. От чому на вірші поета написано стільки пісень. Геннадія Буравкіна називають «справжнім білорусом із великої літери».
Визнання до поета прийшло не лише завдяки його ліриці, якою в часи СРСР йому дорікали («у той час, коли країна бореться за виконання плану п'ятирічки, Буравкін пише про кохання...»), — багато його віршів було покладено на музику. Ігор Лученок, Едуард Ханок, Едуард Зарицький, Євген Глебов, Василь Раінчик, Євген Мегаліф та інші композитори написали декілька десятків пісень на вірші Буравкіна. Ці пісні й до сьогодні є улюбленими не лише в Білорусі, а й далеко за її межами.
Пройняті ніжністю першого побачення, рядки вірша «Зачарована» Геннадій Буравкін написав уже будучи не перший рік одруженим. «Мабуть, прийшли спогади про ті ще зовсім близькі часи, коли ми із дружиною були закохані й молоді». – зізнався Геннадій Миколайович. – «Пам'ятаю, вірші прийшли одного вечора. Я не присвячував їх Юлі, але усі її подруги й однокурсниці сприйняли це як посвяту. А як же інакше! Усі без винятку прочитали у цих рядках її біляву голову на моєму плечі. І у чомусь вони безумовно мали рацію – емоційна прив'язка до наших стосунків у тих віршах була». Вірш було опубліковано, через декілька років його прочитав Ігор Лученок — композитор, педагог, народний артист СРСР (1987), творчість якого є епохою у розвитку музичного мистецтва Білорусі. Є люди, чиї імена визначають обличчя національної культури. І. Лученок – один із таких. Білоруську пісенну культуру сьогодні важко уявити без його творчості. Пісні композитора торкають струни серця, пробуджують добро, світло й кохання. Основна образна сфера його пісенної творчості – лірико-романтична. Музиці властиві яскравий мелодизм і національна самобутність. Ім'я композитора добре відоме в багатьох країнах світу. Геннадій Буравкін писав: «Ми з Ігорем мешкали на одній вулиці. І зі свіжонаписаною мелодією він одразу прибіг до мене ддому. Зізнатися чесно, я не був  дуже вражений».
«Зачарована моя» почала здобувати популярність. Довший час її виконував Ярослав Євдокимов. Пісня не увійшла до музичних альбомів артиста.
Потім її виконали «Пісняри» в аранжуванні Володимира Мулявіна.
Уже у 80-ті роки «Зачаровану» співали в усьому Союзі. Є навіть варіанти туркменською й узбецькою мовами.

## Цікаві факти
- Зі спогадів І.Лученка: «Батько й мати дуже хотіли, щоб я став музикантом. І, що найцікавіше, моя мама любила вальси Штрауса. І я для неї потім написав «Майский вальс» – «… помнит Вена, помнят Альпы и Дунай». А батько любив  «Полонез» Огінського. Звідси й коріння національних білоруських пісень «Зачарована», «Мой родной кут» і т.д.»[11]
- «Зачарована моя» увійшла у ТОП 100 найвеличніших білоруських пісень.[12]
- Пісню композитора Ігоря Лученка на вірші Геннадія Буравкіна «Зачарована моя» особливо люблять молоді артисти — декільком співакам із різних країн вона принесла звання лауреатів міжнародних конкурсів. На фестивалі «Слов'янський базар» (Білорусь, Вітебськ) її виконували:
- 1998 рік – співак з Ізраїлю Рафаель, «Гран-прі».[13]
- 2007 рік – Родіон Роус (Росія), приз імені Володимира Мулявіна[13]
- 2010 рік – Лаша Рамішвілі (Грузія) – 1-е місце у конкурсі і приз імені Володимира Мулявіна[13]
- 2011 рік – Дайніс Скутеліс (Латвія), приз імені Володимира Мулявіна[13],[14]

## Відомі виконавці

### Аудіозаписи
- Ярослав Євдокимов  [Архівовано 30 вересня 2015 у Wayback Machine.]

### Відеозаписи
- Ярослав Євдокимов  [Архівовано 7 грудня 2015 у Wayback Machine.]
- «Пісняри»  [Архівовано 22 березня 2016 у Wayback Machine.]
- Білоруські Пісняри  [Архівовано 15 березня 2016 у Wayback Machine.]
- Лаша Рамішвілі (Грузія)  [Архівовано 22 березня 2016 у Wayback Machine.]
- Андрій Колосов (Білорусь)  [Архівовано 6 січня 2020 у Wayback Machine.]
- ПІСНЯРИ Білоруський державний ансамбль  [Архівовано 7 березня 2020 у Wayback Machine.]
- Володимир Митрашевський
- Група "Баварія"  [Архівовано 16 березня 2016 у Wayback Machine.]
- Група «ManSound»  [Архівовано 16 березня 2016 у Wayback Machine.]
- Петро Єлфімов [Архівовано 2 квітня 2016 у Wayback Machine.]
- Максим Писаренко